# Стабурагская волость
Стабурагская волость (латыш. Staburaga pagasts) — одна из территориальных единиц Айзкраукльского края Латвии. Граничит с Сецской, Клинтайнской и Сунакстской волостями своего края и с Селпилсской волостью Екабпилсского края.
Крупнейшими населёнными пунктами волости являются: Стабурагс (волостной центр), Робежкрогс, Даугавас калеи, Звилнас, Убели.
По территории волости протекают реки: Даугава, Пикстере, Сталанупе.

## История
Стабурагская волость как административная единица появилась после Второй мировой войны. В 1945 году в Селпилсской волости Екабпилсского уезда были созданы Яунселпилсский, Селпилсский и Стабурагский сельские советы.
После отмены в 1949 году волостного деления Стабурагский сельсовет входил в состав Стучкинского (Айзкраукльского) района.
В 1990 году Стабурагский сельсовет, не претерпевший за это время каких-либо территориальных изменений, был реорганизован в волость.
В 2009 году, по окончании латвийской административно-территориальной реформы, Стабурагская волость вошла в состав Яунелгавского края.
В 2021 году в результате новой административно-территориальной реформы Яунелгавский край был упразднён, а Стабурагская волость была включена в Айзкраукльский край.